# 上貝克河
53°13′28.8″N 12°52′1″E / 53.224667°N 12.86694°E

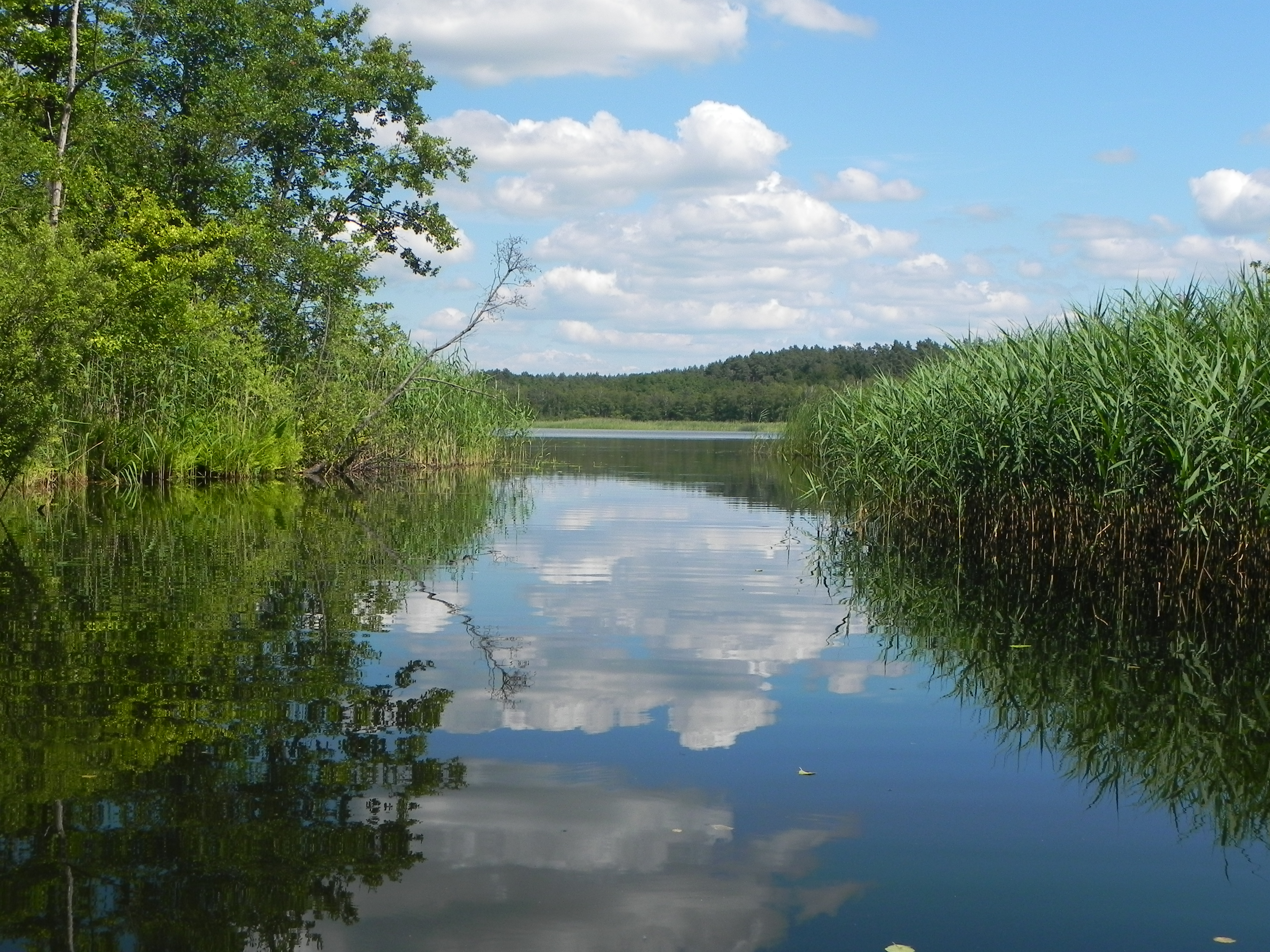
上貝克河

上貝克河（德語：Oberbek），是德國的河流，位於該國東北部，由梅克倫堡-前波美拉尼亞州負責管轄，河道全長2公里，發源自維爾茨湖，最終注入雷茨湖。